# Federaal Departement van Justitie en Politie
Het Federaal Departement van Justitie en Politie (Duits: Eidgenössisches Justiz- und Polizeidepartement (EJPD), Frans: Département fédéral de justice et police (DFJP), Italiaans: Dipartimento federale di giustizia e polizia (DFGP)) is een van de zeven federale departementen in Zwitserland.
Het huidige hoofd van het Federaal Departement van Justitie en Politie is Bondsraadlid Élisabeth Baume-Schneider.

## Benaming
Sinds de oprichting van het departement in 1848 kende het volgende benamingen:
| Periode    | Benaming                                     |
| ---------- | -------------------------------------------- |
| 1848-1979  | Departement van Justitie en Politie          |
| 1979-heden | Federaal Departement van Justitie en Politie |

## Departementshoofden
De volgende leden van de Bondsraad waren hoofd van het Federaal Departement van Justitie en Politie:
| Periode   | Hoofd                        |
| --------- | ---------------------------- |
| 1848-1849 | Daniel-Henri Druey           |
| 1850-1851 | Jonas Furrer                 |
| 1852      | Daniel-Henri Druey           |
| 1853-1854 | Jonas Furrer                 |
| 1855      | Jakob Stämpfli               |
| 1856-1857 | Jonas Furrer                 |
| 1858      | Melchior Josef Martin Knüsel |
| 1859-1861 | Jonas Furrer                 |
| 1861-1863 | Jakob Dubs                   |
| 1864-1865 | Melchior Josef Martin Knüsel |
| 1866      | Jakob Dubs                   |
| 1867-1873 | Melchior Josef Martin Knüsel |
| 1874-1875 | Paul Cérésole                |
| 1876-1880 | Fridolin Anderwert           |
| 1881      | Emil Welti                   |
| 1882      | Antoine Louis John Ruchonnet |
| 1883      | Adolf Deucher                |
| 1884-1893 | Antoine Louis John Ruchonnet |
| 1894-1895 | Eugène Ruffy                 |
| 1895-1897 | Eduard Müller                |
| 1897-1900 | Ernst Brenner                |
| 1901      | Robert Comtesse              |
| 1902-1907 | Ernst Brenner                |
| 1908      | Josef Anton Schobinger       |
| 1908      | Ludwig Forrer                |
| 1909-1911 | Ernst Brenner                |
| 1911      | Arthur Hoffmann              |
| 1912      | Eduard Müller                |
| 1913      | Camille Decoppet             |
| 1914-1919 | Eduard Müller                |
| 1920-1934 | Heinrich Häberlin            |
| 1934-1940 | Johannes Baumann             |
| 1941-1951 | Eduard von Steiger           |
| 1952-1958 | Markus Feldmann              |
| 1959      | Friedrich Traugott Wahlen    |
| 1960-1971 | Ludwig von Moos              |
| 1972-1982 | Kurt Furgler                 |
| 1983-1984 | Rudolf Friedrich             |
| 1984-1989 | Elisabeth Kopp               |
| 1989-1999 | Arnold Koller                |
| 1999-2003 | Ruth Metzler-Arnold          |
| 2004-2007 | Christoph Blocher            |
| 2008-2010 | Eveline Widmer-Schlumpf      |
| 2010-2018 | Simonetta Sommaruga          |
| 2019-2022 | Karin Keller-Sutter          |
| 2023-2024 | Élisabeth Baume-Schneider    |
| 2024-     | Beat Jans                    |